# Біфілярні штрихи
Біфілярні штрихи — подвійні штрихи на лімбах чи здвоєні зображення діаметрально протилежних штрихів лімба в деяких конструкціях теодолітів (в основному високоточних і підвищеної точності з оптичними мікрометрами) для підвищення точності роботи мікрометра, виключення впливу ексцентриситету і похибок діаметрів лімба.